# Lonicera heterophylla
Lonicera heterophylla är en kaprifolväxtart som beskrevs av Joseph Decaisne. Lonicera heterophylla ingår i släktet tryar, och familjen kaprifolväxter. Utöver nominatformen finns också underarten L. h. oxyphylla.